# 日本軽金属
日本軽金属株式会社（にっぽんけいきんぞく、英称：Nippon Light Metal Company, Ltd.）は、日本軽金属ホールディングス傘下のアルミニウムの総合メーカーである。2014年3月まで日本で唯一アルミニウムの製錬工場を国内に持っていた。アルミニウムの加工品の他、酸化アルミニウム（アルミナ）や水酸化アルミニウムなどの化成品の製造を行っている。
2012年、持株会社である日本軽金属ホールディングス株式会社を設立し、その傘下の事業子会社となった。
略称は日軽金、日軽、NLMなど。コーポレートスローガンは「アルミにこだわり、アルミを超えてゆく」である。

## 概要
旧:古河財閥と関わりが深く、古河グループの一員である。古河系企業が旧:第一勧業銀行（現:みずほ銀行）をメインバンクとしていた関係から旧:渋沢財閥が戦後財閥解体により再編し第一勧銀グループを結成した際は他の古河系企業とともに第一勧銀グループに参加している。カナダの世界的アルミニウムメーカーであるアルキャン（現:リオ・ティント・アルキャン）と提携し、現在もアルキャングループのアジアでの拠点となっている。
富士川水系の静岡県及び山梨県の合計6か所に水力発電所を保有し自家発電を行っているため、電力価格の高騰により国内他社がアルミニウム製錬から撤退する中、価格競争力を維持し精錬事業を継続していたが、設備の老朽化に伴い、2014年3月末をもって製錬事業から撤退した。
山梨県南巨摩郡早川町には堤高80.5 mを誇る雨畑ダム（アーチ式）を、山梨県南巨摩郡南部町に堤高40.5 mを誇る柿元ダム（重力式）を有する。どちらも1960年代に竣工したため堆砂が進んでいる。また静岡市の清水港に、ボーキサイト輸入用の岸壁を保有しているが、2012年10月より原料を水酸化アルミニウムに全面転換している。
持株会社設立まで東京証券取引所、大阪証券取引所の各一部に上場。非鉄金属企業として、最初に東証一部に上場した。
1971年のニクソン・ショックに端を発した日本円の変動相場制移行と2度にわたるオイルショックによる電気料金の引き上げと、輸出先であった欧米におけるアルミニウムのリサイクルの進展により日本のアルミニウム製錬産業は軒並み構造不況に陥った。日本軽金属もその例外ではなく経営不振に陥るが、アルミ製錬設備廃棄を進め、アルミ製錬を自社水力発電所の電力を利用できる蒲原工場に集約し下流のアルミ加工・加工材とその販売に注力することで構造不況から脱した。特筆すべき商品として1983年6月1日に発表し発売を開始した手動アイスクリーム製造機『どんびえ』が挙げられ、発売後3年で国内で180万個、国外で約100万個を売るヒットを記録した。

## 事業所所在地

### 本社・支社・支店
- 本社
  - 東京都港区新橋1-1-13（アーバンネット内幸町ビル）
- 支社
  - 大阪支社・支店 - 大阪府大阪市中央区高麗橋4-1-1
  - 名古屋支社・支店 - 愛知県名古屋市中区錦1-19-24
- 支店
  - 富士支店 - 静岡県富士市南町8-52
  - 北九州支店 - 福岡県北九州市小倉北区浅野2-11-15

### 製造拠点
- 苫小牧製造所 - 北海道苫小牧市晴海町43-3
  - 船橋工場 - 千葉県習志野市東習志野6-18-3
  - 新潟工場 - 新潟県新潟市北区太郎代1572-19
- 蒲原製造所 - 静岡県静岡市清水区蒲原161
  - グループ素材センター
  - 蒲原電極箔工場
  - 蒲原熱交製品工場
  - 蒲原ケミカル工場
  - 清水工場 - 静岡県静岡市清水区三保4025-1
  - 名古屋工場 - 愛知県稲沢市小池1-11-1

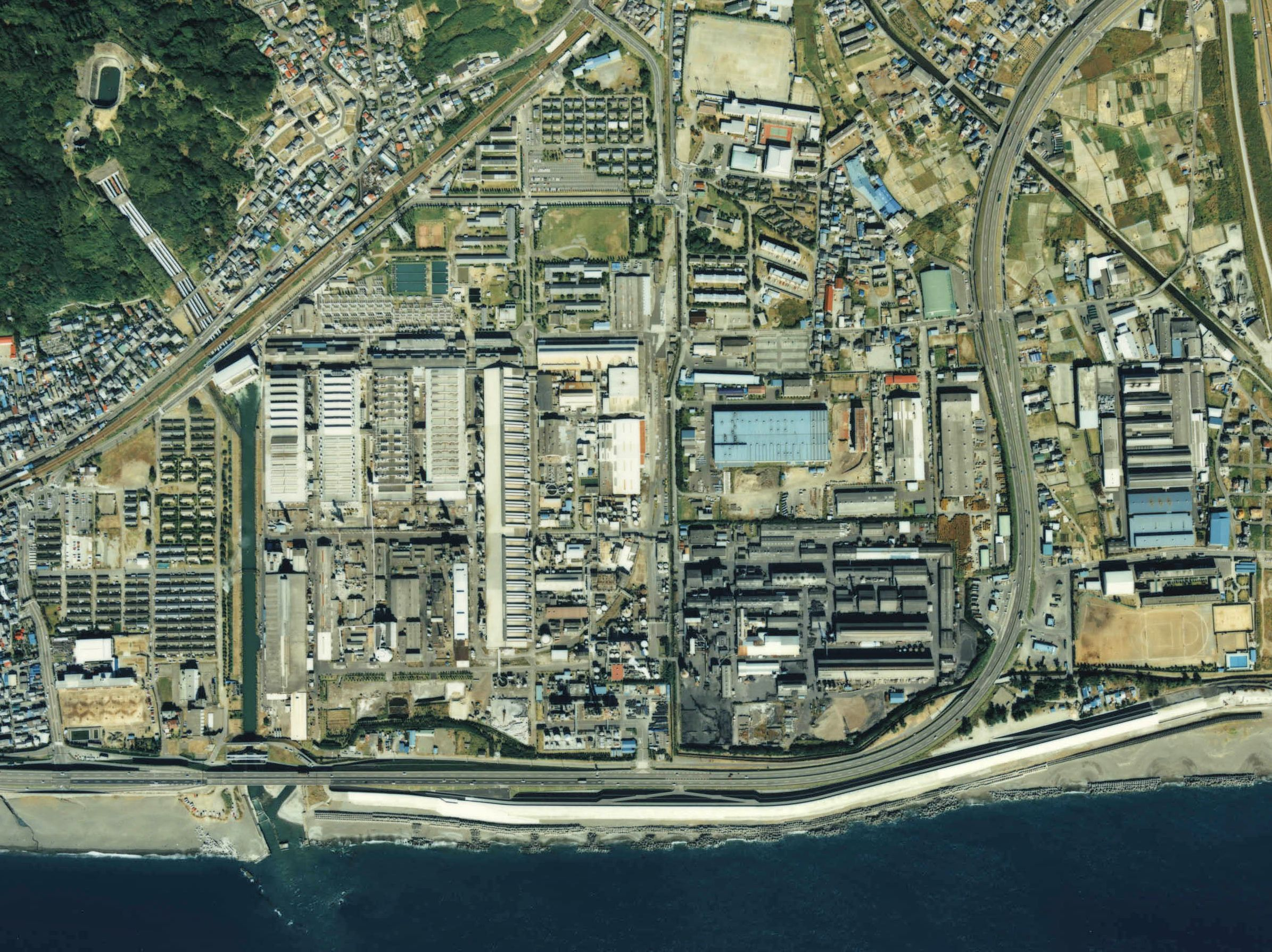
蒲原製造所
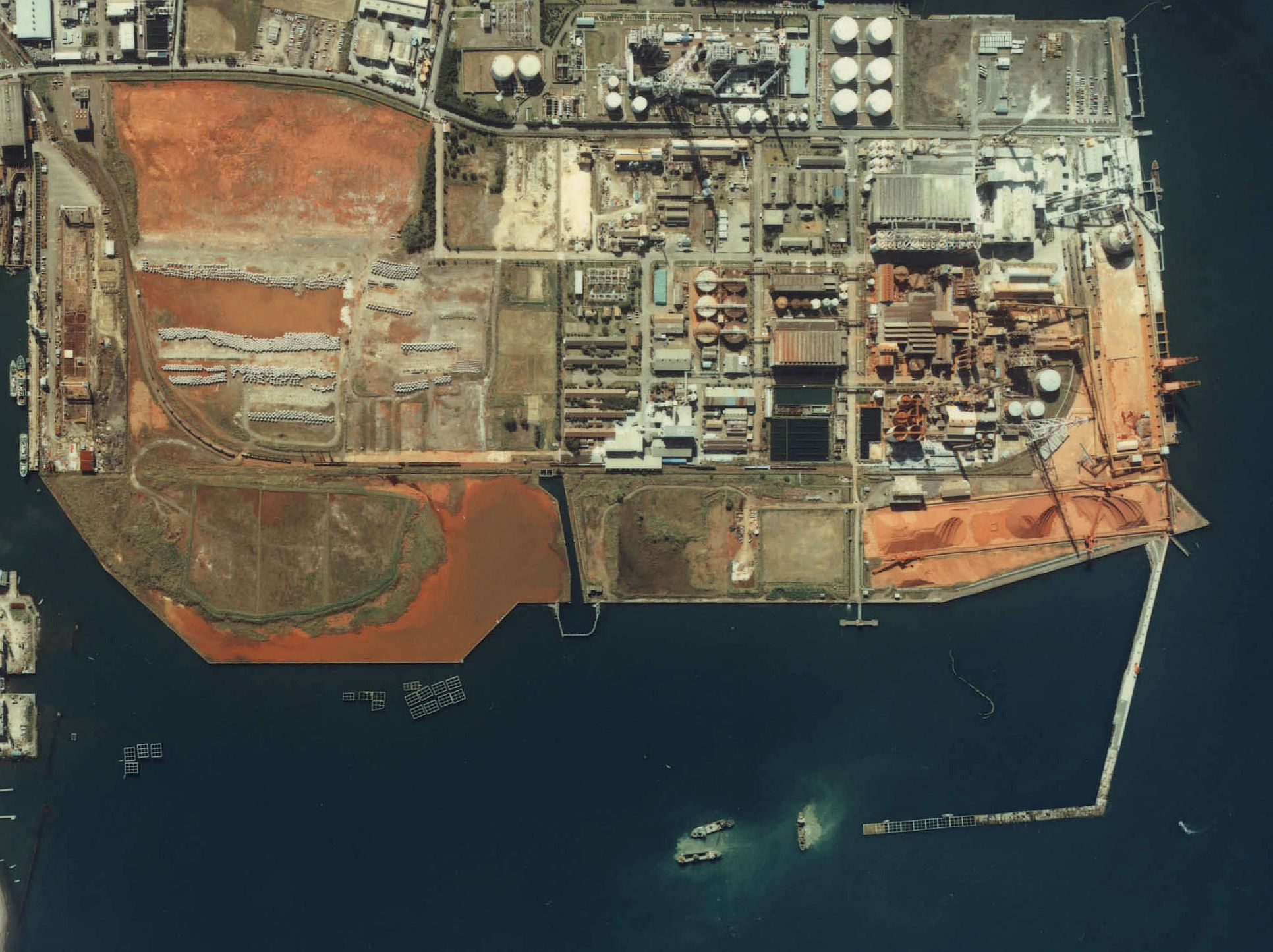
清水工場

### 研究所
- グループ技術センター
  - 静岡県静岡市清水区蒲原1-34-1

## 事業部
- 化成品事業部
- 板事業部
- グループ素材センター
- 容器部
- 熱交事業部
- メタル・素形材事業部
- 電極箔事業部
- 景観製品部

## 沿革
- 1939年（昭和14年）3月30日 - 日本軽金属株式会社設立。
- 1940年（昭和15年）5月 - 特殊軽合金稲沢工場（現在の名古屋工場）操業開始。
- 1940年（昭和15年）10月 - 蒲原工場（現在の蒲原電解・鋳造工場）操業開始。
- 1941年（昭和16年） - （旧）新潟工場操業開始。
- 1941年（昭和16年） - 3月12日、山梨県十島村の水力発電所建設現場でトンネルが浸水、12人死亡。6月、静岡県蒲原町のダムが崩壊、20人が生き埋め[12]。9月、清水工場操業開始。
- 1949年（昭和24年）5月 - 東京証券取引所などに株式上場。
- 1958年（昭和33年） - 清水工場の化成品部門を日軽化工株式会社として分社化。
- 1961年（昭和36年）4月 - 株式会社日本軽金属総合研究所（後の日軽技研）を設立。
- 1963年（昭和38年）10月 - 日本フルハーフ株式会社設立。
- 1964年（昭和39年）4月 - 日軽アルミ船橋工場操業開始。
- 1965年（昭和40年）2月 - アルミニウム線材株式会社を設立。
- 1969年（昭和44年）10月 - 苫小牧電解工場操業開始。
- 1970年（昭和45年）
  - 大阪アルミ（後の日軽アルミ）滋賀工場操業開始。
  - 4月 - 幸田工場操業開始。
- 1972年（昭和47年） - 苫小牧アルミナ工場操業開始。
- 1973年（昭和48年）4月 - 関西アルミ合金（後の大信軽金属）三重工場操業開始。
- 1974年（昭和49年）10月 - 日軽アルミ株式会社を吸収合併、船橋工場・滋賀工場継承。
- 1978年（昭和53年）
  - 大信軽金属静岡工場（後の蒲原合金工場）操業開始。
  - 10月 - 日軽圧延株式会社を吸収合併。
- 1980年（昭和55年）12月 - （旧）新潟工場操業停止。工場跡地は新潟県庁。
- 1982年（昭和57年）
  - 蒲原鋳鍛工場（後の蒲原ホイール工場）操業開始。
  - 4月 - （新）新潟工場操業開始。
  - 6月 - 日軽苫小牧株式会社を設立、苫小牧製造所の電解部門を除く事業を譲渡。
- 1983年（昭和58年） - 電算機システム部門を日軽情報システム株式会社として分社化。
- 1984年（昭和59年）2月 - グループの建材事業を統合し、新日軽株式会社を設立。
- 1985年（昭和60年）
  - MD苫小牧工場操業開始。
  - 4月 - 苫小牧電解工場操業停止。ニッカル押出株式会社を吸収合併、蒲原押出工場を継承。
- 1986年（昭和61年）
  - 苫小牧アルミナ工場操業停止。
  - 冷熱事業システム営業部を日軽冷熱株式会社として分社化。
  - 蒲原電極箔工場操業開始。
- 1988年（昭和63年）5月 - 蒲原熱交製品工場操業開始。
- 1989年（平成元年）4月 - 日軽化工・日軽苫小牧を吸収合併。
- 1990年（平成2年） - 佐賀工場操業開始。
- 1991年（平成3年）4月 - 大信軽金属株式会社を吸収合併、蒲原合金工場・三重工場を継承。
- 1993年（平成5年） - 日軽冷熱を合併、パネルシステム事業部発足。
- 1995年（平成7年） - 株式会社日軽技研を合併、グループ技術センター発足。
- 1996年（平成8年）10月 - 船橋工場の建材部門を新日軽に譲渡。
- 1997年（平成9年） - 蒲原ホイール工場操業停止。
- 1999年（平成11年）
  - 蒲原合金工場操業停止。
  - 10月 - （旧）東洋アルミニウム株式会社を合併、東洋アルミ事業部発足。
- 2000年（平成12年） - MD苫小牧工場操業停止、メモリーディスク基盤事業部廃止。
- 2000年（平成12年）
  - 7月 - 株式交換により新日軽を完全子会社とする。
  - 8月 - 景観エンジニアリング事業部を株式会社住軽日軽エンジニアリングとして分社化。
- 2002年（平成14年）10月 - パネルシステム事業部（滋賀工場・佐賀工場・苫小牧パネル工場・船橋分工場）を日軽パネルシステム株式会社、押出・軽圧加工事業部（蒲原押出工場・新潟工場押出部門）を日軽金アクト株式会社、（新）新潟工場を日軽新潟株式会社として分社化。東洋アルミ事業部を（新）東洋アルミニウム株式会社に吸収分割し廃止。
- 2007年（平成19年）4月 - アルミニウム合金事業（幸田工場・三重工場）を株式会社エムシーアルミに譲渡、商号を日軽エムシーアルミ株式会社に変更し子会社化。
- 2009年（平成21年）6月 - 札幌証券取引所、名古屋証券取引所、福岡証券取引所上場廃止。
- 2009年（平成21年）7月 - 新日軽の（グループ会社保有分も含めた）全株式を、住生活グループ（後のLIXILグループ）に譲渡すると発表。
- 2010年（平成22年）4月 - 新日軽の全株式を住生活グループに譲渡。
- 2011年（平成23年）3月 - 日軽金アクト株式会社、日軽形材株式会社、理研軽金属工業株式会社、日軽建材工業株式会社、株式会社エヌティーシー、日軽新潟株式会社、日軽蒲原株式会社の7社が共同株式移転により、中間持株会社日軽金加工開発ホールディングス株式会社（日本軽金属の完全子会社）を設立し、7社はその完全子会社（日本軽金属の孫会社）となる[13]。
- 2012年（平成24年）
  - 9月26日 - 東京証券取引所、大阪証券取引所上場廃止。
  - 10月1日 - 単独株式移転により持株会社日本軽金属ホールディングス株式会社を設立。その事業子会社となる[14]。当社に代わり同社が東京証券取引所、大阪証券取引所の各一部に上場[15]。同時に日軽金加工開発ホールディングス株式会社及び（新）東洋アルミニウム株式会社の保有株式を日本軽金属ホールディングス株式会社に譲渡、日本フルハーフ株式会社の保有株式を同社に現物配当し、3社及びその関係会社は当社の子会社から外れ、3社は持株会社直接の子会社となった[16]。
- 2014年（平成26年）3月31日 - アルミニウム精錬事業を終了[17]。
- 2015年（平成27年）1月20日 - 株式会社東陽理化学研究所を子会社化[18]。
- 2021年5月17日 - 名古屋工場で生産するアルミ板製品の検査において1996年ごろから不正検査を行っていたことが判明。同年5月14日付で名古屋工場のJIS認証取り消された。

## グループ企業
アルミニウム関連の子会社を多く擁する。
アルミナ・化成品、地金関係
- アルミニウム線材株式会社
- 近畿研磨材工業株式会社
- 静岡興産株式会社
- 玉井商船株式会社
- 日軽エムシーアルミ株式会社

板、押出製品関係
- 日軽稲沢株式会社
- 日軽メタル株式会社

加工製品、関連事業関係
- 株式会社エヌ・エル・エム・エカル
- エヌケイエス株式会社
- 日軽エンジニアリング株式会社
- 株式会社東邦アーステック
- 株式会社ニッカン
- 日軽産業株式会社
- 日軽情報システム株式会社
- 日軽熱交株式会社
- 日軽ニュービジネス株式会社
- 日軽パネルシステム株式会社
- 日軽物流株式会社
- 日軽北海道株式会社
- 日本電極株式会社
- 日軽松尾株式会社
- 株式会社東陽理化学研究所

以下は日本軽金属ホールディングスの子会社である。持株会社移行時に日本軽金属の子会社からは外れている。
- 日軽金加工開発ホールディングス株式会社
  - 日軽金アクト株式会社
  - 日軽形材株式会社
  - 日軽新潟株式会社
  - 日軽蒲原株式会社
  - 理研軽金属工業株式会社
  - 株式会社エヌティーシー
- 日本フルハーフ株式会社
- 東洋アルミニウム株式会社
  - 東海アルミ箔株式会社
  - 東洋アルミエコープロダクツ株式会社
  - 東海東洋アルミ販売株式会社

以前にはアルミ家庭用品（鍋、ケットル、脚立など）部門として、株式会社日軽プロダクツがあったが、需要の低迷等に太刀打ちできず2005年（平成17年）に解散した。

## 諸問題
1955年（昭和30年）に日本軽金属清水工場からアルミナ精製時における副生物として排出された砒素を含む低純度の第二燐酸ソーダが複数企業を経て転売された。最終的に森永乳業徳島工場が転売された第二燐酸ソーダを乳質安定剤として使用してしまったため、缶入り粉ミルク「森永ドライミルク」を飲んだ1万数千名もの乳児が大量にヒ素中毒になり、死亡者も出た食中毒事件（森永ヒ素ミルク中毒事件）が発生した。なお現在も、脳性麻痺、知的発達障害、てんかん、脳波異常、精神障害等の重複障害に苦しんでいる被害者が多い。

### 富士川に対しての公害
山梨県の自治体に多額の補償金を渡し、一方で山梨県からの天下りを受け入れることで、富士川の汚染を黙認させ、富士川を「死の川」にしたと、2019年より静岡新聞の特集記事で報道されている。富士川はかつてはアユ釣りが盛んで、2010年ぐらいまでは熊本県の球磨川とともに「尺アユ」（30cmを超える大型のアユ）が釣れる河川として全国に知られた。なかでも「富士川鮎釣り大会」は、富士川町制90周年記念として1991年に第一回が開催されて以来、山梨県の観光資源のひとつであった。しかし2010年代以降はアユの生息がほぼ確認されていない。

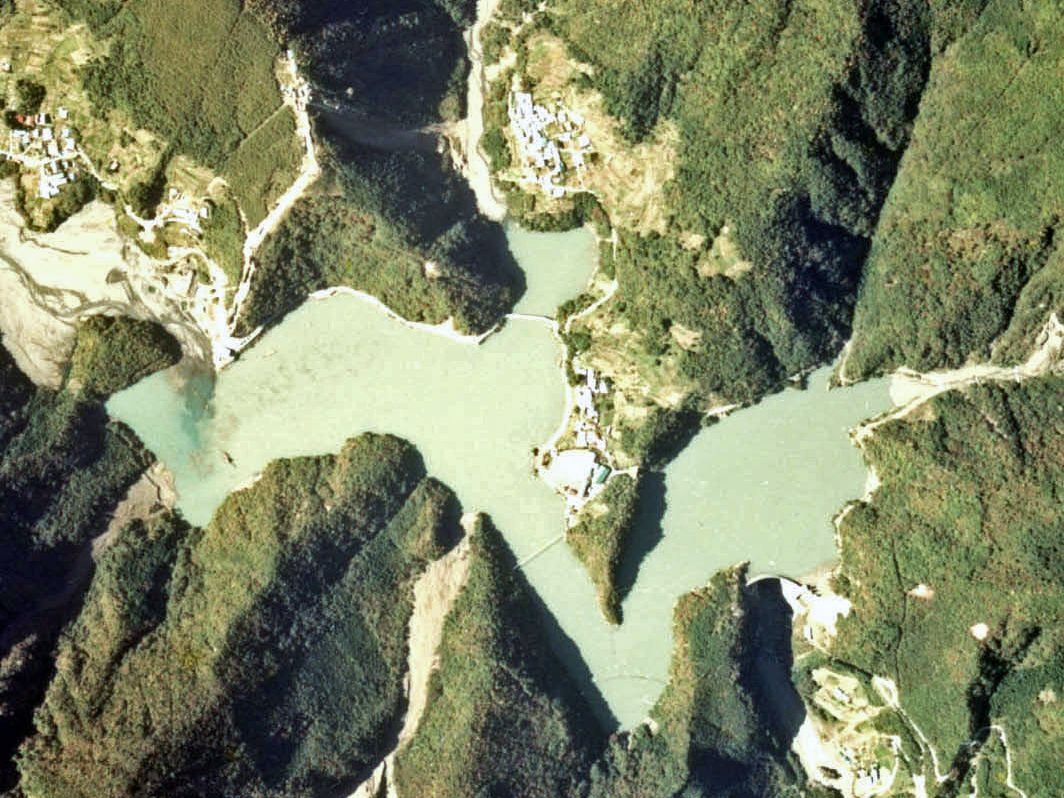
日本軽金属が運営する雨畑ダム

駿河湾におけるサクラエビ漁業も、1999年には2451トンの水揚げがあったものが、2020年には25.8トンと近年は著しく減少しているが、日本軽金属雨畑ダムの濁った水が早川、富士川を経て駿河湾に注ぎ込んでいるためだと、2020年に静岡県知事川勝平太は主張している。但し堆積物除去が進んでいない中、2023年の初漁でサクラエビの漁獲量は回復していると報じられている。

### 雨畑ダムにおける水害の惹起
富士川水系の雨畑川に日本軽金属が建設した雨畑ダムの堆砂率が90%を超えており、川岸の集落にたびたび浸水等の水害を惹き起こしている。集落に壁を設置するなどしているが、抜本的な解決には至っていない。

### 名古屋工場におけるアルミ板製品の不正検査
2021年5月17日、日本軽金属の名古屋工場で生産するアルミ板製品の検査において1996年ごろから不正が行っていたことを親会社の日本軽金属ホールディングスが発表した。同年5月14日付で名古屋工場のJIS認証取り消しが行われた。

## テレビコマーシャル
- 『歌のワイド90分!』（日本テレビ系）の放送開始以来、長い間日本テレビ・水曜日夜8時台のレギュラースポンサーとして活動していたが、1992年（平成4年）3月に降板（降板当時はクイズ世界はSHOWbyショーバイ!!）、一時撤退している。
- 『吉川なよ子の爽やかゴルフ』、『塩谷育代のゴルフ魅せます』（テレビ東京系）- 古河グループの1社として提供に参加。
- 年に一度『富士登山駅伝』→SUT特番（テレビ静岡制作、フジテレビ系）の提供も行っている。